# 长河碥站
长河碥站是一个成渝线上的铁路车站，位于重庆市大足区长河碥村，建于1952年，目前为四等站，邮政编码为402371。目前客运：办理旅客乘降；不办理行李、包裹托运；货运：办理整车货物发到。